# El relicario (novela)
El relicario es una novela de Douglas Preston y Lincoln Child. En España fue publicada por Plaza y Janes en 1997. Es una secuela de El ídolo perdido y el segundo libro protagonizado por el agente Aloysius Pendergast.

## Reseña
La historia continua donde nos dejó el epílogo de El ídolo perdido. Varios cuerpos decapitados están apareciendo en los túneles de Nueva York. 
Los vagabundos de la ciudad están aterrorizados por un grupo de cazadores subterráneos que parecen ser producto de una extraña droga.
El agente Pendergast vuelve a reunir al grupo protagonista:
- Vincent D'Agosta: el duro policía vuelve a encargarse de la investigación.
- Dr. Margo Green: conservadora del Museo de Historia Natural de Nueva York.
- Aloysius Pendergast: agente especial del FBI
- Bill Smithback': periodista del New York Post especializado en crónica negra.
- Dr. Whitney C. Frock: el mentor de Margo Green, experto en biología.